# Agrothereutes leucorhaeus
Agrothereutes leucorhaeus ist eine Schlupfwespe aus der Tribus Cryptini innerhalb der Unterfamilie der Cryptinae. 

## Merkmale
Die Schlupfwespen erreichen eine Körperlänge von 6,5–10 mm. Kopf und Thorax sind schwarz. Die vorderen Tergite sind rot, die hinteren schwarz. Am Hinterleibsende befindet sich auf der Oberseite ein weißer Fleck. Die schwarzen Fühler der Weibchen weisen etwa auf halber Länge eine weiße Binde auf. Die Fühler der Männchen sind vollständig schwarz gefärbt. Die meist rot gefärbten Femora der Weibchen besitzen ein schwarzes apikales Ende. Die dunklen Tibien besitzen ein weißes basales Ende. Die hinteren Tibien der Weibchen weisen auf der Innenseite eine Weißfärbung auf. Der mittellange gerade Legestachel der Weibchen ist gewöhnlich leicht nach oben gerichtet. Die Beinfärbung der Männchen ist variabel. Die Facettenaugen der Männchen sind an der Innenseite mit einer blassgelben Strichzeichnung gerandet.

## Verbreitung
Die Schlupfwespen-Art ist in Europa weit verbreitet. Sie ist auch auf den Britischen Inseln vertreten. Nach Osten reicht ihr Vorkommen über Kleinasien bis in den Nahen Osten (Israel).

## Lebensweise
Die Schlupfwespen sind idiobionte Ektoparasitoide von Präpuppen des Eichenspinners (Lasiocampa quercus). Die Schmetterlingsraupen verpuppen sich Ende Mai / Anfang Juni, meist in Brombeerbüschen, in einem zusammengewickelten Blatt oder am Boden. Sie spinnen unmittelbar vor Beginn ihrer Verpuppung ein Kokon. Während dieser Zeit beobachtet man die Schlupfwespen am häufigsten. Die Schlupfwespen-Weibchen lähmen ihre Opfer mit einem Stich und platzieren anschließend ihre Eier in das Kokon. Die geschlüpften Schlupfwespen-Larven ernähren sich von der Schmetterlingspräpuppe bzw. -puppe und verpuppen sich schließlich selbst innerhalb des Kokons.